# 언프리티 랩스타 3
《언프리티 랩스타 3》는 2016년 7월 29일부터  9월 30일까지 방송된 대한민국의 예능 프로그램이다. 이전에 엠넷에서 한 쇼미더머니 시리즈처럼 힙합 오디션 프로그램이나, 경연자가 모두 여성 래퍼라는 것이 특징이다. 또한 매 회차마다 유명 힙합 프로듀서들이 참여, 출연자들의 실력을 평가해 음원을 발매하는 일종의 서바이벌 방식으로 진행한다. 우승은 자이언트 핑크가 하였다.

## 출연
| 순위      | 이름             | 본명              | 소속사                 | 소속그룹                                 |
| --------- | ---------------- | ----------------- | ---------------------- | ---------------------------------------- |
| 1위       | 자이언트핑크     | 박윤하            | SM                     |                                          |
| 2위       | 나다             | 윤예진            | 월드스타, 前마피아     | 前Wa$$up                                 |
| Top4(3위) | 소연             | 전소연            | 큐브                   | (여자)아이들                             |
| Top4(4위) | 애쉬비, 前Wase   | 추윤정            | 前스톤뮤직, 前하이씨씨 |                                          |
| Top6(5위) | -                | 육지담            | 前CJ E&M               |                                          |
| Top6(6위) | 미료             | 조미혜            | 미스틱, 前내가네트워크 | 브라운아이드걸스, 前Da C Side, 前C-Squad |
| Top8      | 유나킴           | Euna Kim          | 마루기획               | 前KHAN, 前디아크                         |
| Top8      | 그레이스         | Grace Kim, 김은미 | 前YYAC                 |                                          |
| Top9      | 前Baby J(oo)     | 하주연            | 前스타제국             | 前쥬얼리                                 |
| Top10     | 제이니           | 변승미            | 前로엔, 前MBK, 前티모  | 前스위티, 前GP Basic                     |
| •         | 쿨키드           | 지유민            | 밀리언마켓             |                                          |
| •         | 케이시, 前도로시 | 김소연            | 넥스타                 |                                          |

### 참가자
- 미료
- 육지담
- 소연
- 자이언트 핑크
- 유나킴
- 나다
- 그레이스
- 애쉬비 (제3화부터)
- 제이니
- 케이시
- 하주연
- 쿨키드 (제3화부터)

### 탈락자
- 케이시 (제3화)
- 쿨키드 (제5화)
- 제이니 (제6화)
- 하주연 (제6화)
- 그레이스 (제8화)
- 유나킴 (제8화)

### 진행자
- 양동근

### 프로듀서
- 프라이머리 (트랙 1)
- 길 (트랙 2)
- 쿠시 (트랙 3)
- 산이 (트랙 4)
- 딘 (트랙 5, 트랙 6)
- 스윙스 (트랙 7)
- 도끼 (트랙8)

## 방영일
| 회차 | 방영일          |
| ---- | --------------- |
| 1    | 2016년 7월 29일 |
| 2    | 2016년 8월 5일  |
| 3    | 2016년 8월 12일 |
| 4    | 2016년 8월 19일 |
| 5    | 2016년 8월 26일 |
| 6    | 2016년 9월 2일  |
| 7    | 2016년 9월 9일  |
| 8    | 2016년 9월 16일 |
| 9    | 2016년 9월 23일 |

## 내용

### 제1화
프로듀서인 프라이머리의 곡에 맞춰 출연자 모두가 랩을 하는 곡의 뮤직비디오를 원테이크로 촬영하는 미션이 주어진다. 참가자들은 그레이스가 제안한 가사를 훅 부분의 가사로 선택하고, 브리지 부분은 투표로 자이언트 핑크가 맡는 것으로 결정한다. 원테이크 촬영이기 때문에 한 사람이 실수를 하면 처음부터 다시 찍어야 하는 상황이 발생한다. 미션이 끝난 후 참가자들은 기명으로 최악의 래퍼를 투표하고, 실수를 가장 많이 한 케이시가 최악의 래퍼로 선정된다. 최악의 래퍼에게는 실제로 발매되는 음원과 공개되는 뮤직비디오에서 삭제되는 페널티가 주워진다. (음원에서는 케이시의 부분이 완전 삭제되었지만 실제로 공개된 뮤직비디오에서는 훅 부분에서 짧은 시간 동안 등장한다.)

### 제2화
프로듀서인 길이 선정한 세 곡의 힙합 곡을 세 팀으로 나눠서 공연하는 미션이 주워진다. 공연에서 관객들로부터 가장 많은 표를 받은 1등 팀은 전원 솔로에 진출하고, 2등 팀에서는 1명만이 솔로 배틀에 진출한다. 길은 허니 패밀리의 〈남자 이야기〉, 리쌍의 〈내가 웃는게 아니야〉, 보이비 의 〈호랑나비〉를 공연할 곡으로 제시한다.  제1화의 미션에서 최고의 래퍼로 뽑힌 자이언트 핑크에게 노래와 팀원을 선택할 수 있는 권한이 주워진다. 자이언트 핑크는 팀원으로 육지담과 나다를 선택하고 〈호랑나비〉를 공연 곡으로 선택한다. 전소연, 미료, 하주연이 한 팀으로, 그레이스, 유나킴, 케이시가 한 팀으로 묶이고, 공연 곡으로 각각  〈남자 이야기〉, 〈내가 웃는 게 아니야〉를 선택한다. 아무에게도 선택받지 못한 제이니는 자이언트 핑크의 권한으로 그레이스 팀에 들어간다. 공연에서 자이언트 핑크 팀이 1위를 하여 팀원 전원이 솔로 배틀에 진출하고, 프로듀서 길은 2등을 한 미료 팀에서 미료를 솔로 배틀에 진출할 래퍼로 선택한다. 솔로 배틀에서 프로듀서 길과 피처링 래퍼 매드 클라운은 육지담을 우승자로 선정한다.

#### 팀 배틀
| 노래 제목          | 원곡 가수   | 팀                               | 득표  |
| ------------------ | ----------- | -------------------------------- | ----- |
| 호랑나비           | 보이비      | 자이언트 핑크, 육지담, 나다      | 210표 |
| 남자 이야기        | 허니 패밀리 | 전소연, 미료, 하주연             | 55표  |
| 내가 웃는게 아니야 | 리쌍        | 그레이스, 유나킴, 케이시, 제이니 | 36표  |

#### 솔로 배틀
| 노래 제목      | 가수          | 결과 |
| -------------- | ------------- | ---- |
| I am what I am | 나다          |      |
| 잉여의 하루    | 미료          |      |
| Tropical Night | 육지담        | 우승 |
| Respect        | 자이언트 핑크 |      |

### 제3화
세 번째 트랙을 위한 배틀이 시작되기 전에 영구 탈락 미션이 진행된다. 일 대 일로 랩 배틀을 온라인으로 생중계하고, 투표를 적게 받은 사람은 무조건 탈락 후보가 된다. 추첨으로 상대를 지목할 래퍼를 뽑고, 지목당한 래퍼는 단 한 번의 거부권을 행사할 수 있다. 자이언트 핑크는 케이시를, 미료는 나다를, 제이니는 유나킴을 상대로 지목한다. 전소연이 지목한 하주연, 육지담, 그레이스는 거부권을 행사하고, 전소연은 하주연은 상대로 다시 선택한다. 남은 육지담과 그레이스가 팀이 된다. 패자 중 가장 많은 표를 얻은 하주연과, 제이니가 데스 매치에서 제외된다. 가장 적은 표를 얻은 케이시는 그레이스를 데스 매치 상대로 지목한다. 데스 매치 후 출연자들의 투표로 케이시가 탈락한다. 탈락한 케이시를 대신하여 쿨키드와 애쉬비가 새로운 래퍼로 투입된다.
| 노래 제목      | 팀            | 득표  | 승자          |
| -------------- | ------------- | ----- | ------------- |
| 171cm          | 자이언트 핑크 | 225표 | 자이언트 핑크 |
| 171cm          | 케이시        | 94표  | 자이언트 핑크 |
| Today          | 미료          | 278표 | 미료          |
| Today          | 나다          |       | 미료          |
| 괜찮아         | 제이니        | 181표 | 유나킴        |
| 괜찮아         | 유나킴        | 268표 | 유나킴        |
| 누가 알아      | 전소연        | 651표 | 전소연        |
| 누가 알아      | 하주연        | 291표 | 전소연        |
| All eyes on me | 육지담        | 254표 | 육지담        |
| All eyes on me | 그레이스      |       | 육지담        |

## 음원

### 언프리티 랩스타 Vol. 3 Track 1
| #  | 제목                                   | 작사                                                                      | 작곡       | 편곡                                                                      | 가수 | 재생 시간 |
| -- | -------------------------------------- | ------------------------------------------------------------------------- | ---------- | ------------------------------------------------------------------------- | ---- | --------- |
| 1. | 〈She's coming (Prod. by 프라이머리)〉 | 그레이스, 나다, 미료, 유나킴, 육지담, 자이언트 핑크, 소연, 제이니, 하주연 | 프라이머리 | 그레이스, 나다, 미료, 유나킴, 육지담, 자이언트 핑크, 소연, 제이니, 하주연 | 4:08 |           |

### 언프리티 랩스타 Vol. 3 Track 2
| #  | 제목                                                    | 작사                           | 작곡      | 편곡                                                         | 가수 | 재생 시간 |
| -- | ------------------------------------------------------- | ------------------------------ | --------- | ------------------------------------------------------------ | ---- | --------- |
| 1. | 〈빰빰해 (Prod. by 길)(Feat. 길, Mad Clown, 길조카들)〉 | 매직 맨션, 육지담, 매드 클라운 | 매직 맨션 | 육지담, 매드 클라운 (피처링), 길 (피처링), 길조카들 (피처링) | 3:41 |           |

### 언프리티 랩스타 Vol. 3 Track 3
| #  | 제목                       | 작사         | 작곡        | 편곡       | 가수 | 재생 시간 |
| -- | -------------------------- | ------------ | ----------- | ---------- | ---- | --------- |
| 1. | 〈무서워 (Prod. by 쿠시)〉 | 나다, 전소연 | 쿠시, R.tee | 나다, 소연 | 3:00 |           |

### 언프리티 랩스타 Vol. 3 Track 4
| #  | 제목                                    | 작사             | 작곡            | 편곡                | 가수 | 재생 시간 |
| -- | --------------------------------------- | ---------------- | --------------- | ------------------- | ---- | --------- |
| 1. | 〈Sticky (Prod. by 산이) (Feat. 산이)〉 | 나다, 산이, Xepy | 산이, Xepy, ZTA | 나다, 산이 (피처링) | 3:17 |           |

### 언프리티 랩스타 Vol. 3 Track 5&6
| #  | 제목                                         | 작사                      | 작곡                         | 편곡                               | 가수 | 재생 시간 |
| -- | -------------------------------------------- | ------------------------- | ---------------------------- | ---------------------------------- | ---- | --------- |
| 1. | 〈Ain't Got Nobody (Prod. by 딘)(Feat. 딘)〉 | Deanfluenza, 미료         | Deanfluenza, Reone, 델리보이 | 미료, 딘 (피처링)                  | 3:13 |           |
| 2. | 〈NOo Thx (Prod. by 딘)(Feat. 딘, 수란)〉    | Deanfluenza, 수란, 육지담 | Deanfluenza, 2xxx!           | 육지담, 딘 (피처링), 수란 (피처링) | 3:07 |           |

### 언프리티 랩스타 Vol. 3 Track 7
| #  | 제목                                         | 작사         | 작곡     | 편곡                  | 가수 | 재생 시간 |
| -- | -------------------------------------------- | ------------ | -------- | --------------------- | ---- | --------- |
| 1. | 〈Nothing (Prod. by 스윙스) (Feat. 스윙스)〉 | 나다, 스윙스 | 기리보이 | 나다, 스윙스 (피처링) | 3:59 |           |

## 같이 보기
- 언프리티 랩스타